# Joves i bruixes
Joves i bruixes (The Craft a la versió original) és una pel·lícula estatunidenca d'Andrew Fleming estrenada el 1996. Ha estat doblada al català.

## Argument
Nancy, Bonnie i Rochelle són tres estudiants enamorades d'esoterisme i practiquen la màgia. Els altres estudiants les consideren com boges i bruixes. Estan unides per una quarta, Sarah, dotada de dons excepcionals. Les quatre joves dones formaran un cercle capaç d'invocar els més poderosos esperits i transformar els seus somnis en realitats. Fins al dia on les rivalitats apareixen en el petit grup.

## Repartiment
- Robin Tunney: Sarah Bailey
- Neve Campbell: Bonnie Hyper
- Fairuza Balk: Nancy Downs
- Rachel True: Rochelle Zimmerman
- Assumpta Serna: Lirio, la llibretera de l'ocult
- Skeet Ulrich: Chris Hooker
- Christine Taylor: Laura Lizzie, la rossa racista
- Cliff De Young: M. Bailey, el pare de Sarah
- Breckin Meyer: Mitt
- Helen Shaver: Grace Downs, la mare de Nancy
- Brenda Strong: El metge de Bonnie

## Al voltant de la pel·lícula
- Robin Tunney porta una perruca a  Joves i bruixes . A Empire Records, la seva precedent pel·lícula, es va haver d'afaitar el crani.
- Una de les cançons de la pel·lícula, « How Soon Is Now » de Love Spit Love, també és utilitzada als crèdits de la sèrie Charmed que posa igualment en escena joves bruixes.